# Mieko Harada
Pour les articles homonymes, voir Harada.
Mieko Harada (原田 美枝子, Harada Mieko), née à Tokyo (Japon) le 26 décembre 1958, est une actrice japonaise.

## Biographie
Depuis 1987, Mieko Harada est mariée avec l'acteur Ryō Ishibashi.

## Filmographie partielle

### Au cinéma
- 1976 : La Berceuse de la grande terre (大地の子守唄, Daichi no komoriuta?) de Yasuzō Masumura : Rin
- 1976 : Le Meurtrier de la jeunesse (青春の殺人者, Seishun no satsujinsha?) de Kazuhiko Hasegawa : Keiko
- 1979 : Le Col Nomugi (あゝ野麦峠, Ā, Nomugi tōge?) de Satsuo Yamamoto : Yuki Shinoda
- 1980 : The Terrible Couple (翔んだカップル, Tonda kappuru?) de Shinji Sōmai
- 1985 : Ran (乱, Ran?) d'Akira Kurosawa : Kaede
- 1986 : L'Homme des passions (火宅の人, Kataku no hito?) de Kinji Fukasaku
- 1986 : Purushian burū no shōzō (プルシアンブルーの肖像?) de Hidenori Taga
- 1986 : Kokushi musō (国士無双?) de Nobuhiko Hosaka
- 1990 : Rêves (夢, Yume?) d'Akira Kurosawa : la Fée de la neige
- 1991 : Musuko (息子?) de Yōji Yamada : Reiko
- 1996 : Le Village de mes rêves (絵の中のぼくの村, E no nakano bokuno mura?) de Yōichi Higashi
- 1998 : Ai o kō hito (愛を乞うひと?) de Hideyuki Hirayama
- 1999 : Après la pluie (雨あがる, Ame agaru?) de Takashi Koizumi : Okin, la prostituée
- 2002 : Koinu Dan no monogatari (仔犬ダンの物語?) de Shin'ichirō Sawai
- 2004 : Han'ochi (半落ち?) de Kiyoshi Sasabe : Keiko Kaji
- 2005 : Hinokio (ヒノキオ?) de Takahiko Akiyama : Sayuri Iwamoto
- 2006 : The Uchōten Hotel (THE 有頂天ホテル, The uchōten hoteru?) de Kōki Mitani
- 2007 : Dororo (どろろ?) d'Akihiko Shiota : Yuri
- 2007 : Hōtai kurabu (包帯クラブ?) de Yukihiko Tsutsumi
- 2011 : Isoroku (聯合艦隊司令長官 山本五十六, Rengō kantai shirei chōkan: Yamamoto Isoroku?) d'Izuru Narushima : la femme de Yamamoto
- 2012 : Helter Skelter (ヘルタースケルター, Herutā sukerutā?) de Mika Ninagawa
- 2012 : Anata e (あなたへ?) de Yasuo Furuhata
- 2013 : Kiseki no ringo (奇跡のリンゴ?) de Yoshihiro Nakamura
- 2014 : Bokutachi no kazoku (ぼくたちの家族?) de Yūya Ishii
- 2014 : Higurashi no ki (蜩ノ記?) de Takashi Koizumi : Orie
- 2017 : Umibe no ria (海辺のリア?) de Masahiro Kobayashi
- 2022 : N'oublie pas les fleurs (百花, Hyakka?) de Genki Kawamura : Yuriko Kasai

### À la télévision
- 1986 : Bakumatsu seishun gurafiti: Ronin Sakamoto Ryōma (幕末青春グラフィティ Ｒｏｎｉｎ 坂本竜馬?) de Yoshitaka Kawai (téléfilm)

## Distinctions
- 1976 : prix Hōchi du cinéma de la meilleure nouvelle actrice pour ses interprétations dans La Berceuse de la grande terre et Le Meurtrier de la jeunesse
- 1977 : prix Kinema Junpō de la meilleure actrice pour ses interprétations dans La Berceuse de la grande terre et Le Meurtrier de la jeunesse
- 1978 : prix Blue Ribbon de la meilleure nouvelle actrice pour ses interprétations dans La Berceuse de la grande terre et Le Meurtrier de la jeunesse
- 1986 : prix Hōchi du cinéma de la meilleure actrice dans un second rôle pour ses interprétations dans L'Homme des passions, Kokushi musō et Bakumatsu seishun gurafiti: Ronin Sakamoto Ryōma
- 1987 : Japan Academy Prize de la meilleure actrice dans un second rôle pour ses interprétations dans L'Homme des passions, Kokushi musō et Purushian burū no shōzō
- 1996 : prix Hōchi du cinéma de la meilleure actrice pour son interprétation dans Le Village de mes rêves
- 1997 : prix Blue Ribbon de la meilleure actrice pour son interprétation dans Le Village de mes rêves
- 1997 : prix Kinema Junpō de la meilleure actrice pour son interprétation dans Le Village de mes rêves
- 1998 : prix Hōchi du cinéma de la meilleure actrice pour son interprétation dans Ai o kou hito
- 1999 : prix Blue Ribbon de la meilleure actrice pour son interprétation dans Ai o kou hito
- 1999 : prix Kinema Junpō de la meilleure actrice pour son interprétation dans Ai o kou hito
- 1999 : prix du film Mainichi de la meilleure actrice pour son interprétation dans Ai o kou hito
- 1999 : Prix de la meilleure actrice au festival du film de Yokohama pour son interprétation dans Ai o kou hito
- 2001 : Japan Academy Prize de la meilleure actrice dans un second rôle pour son interprétation dans Après la pluie
- 2001 : prix Kinuyo Tanaka[1]